# 대한불교일승종
대한불교 일승종(大韓佛敎一乘宗)은 1969년 1월 20일 서울 성북구 성북동 179의 33 소재 일승사(一乘寺)에서 최혜정(崔惠正) 스님이 창종하였으며, 법화사상계에 속한 한국불교의 한 종파이다.
석가모니불을 본존불로, 대각국사를 종조로, 《묘법연화경》을 소의경전으로 삼는다. 종지(宗旨)는 회삼귀일의 일승법으로 파사현정의 보살도를 수행실천한다.
주요 종단기구는 종정(宗正) 아래 종무 전반을 관장하는 총무원(總務院), 규정(糾正) 기관인 감찰원, 의결기관인 종의회(宗議會) 등이 있다.